# 青砂ヶ浦天主堂
青砂ヶ浦天主堂（あおさがうらてんしゅどう）は、長崎県南松浦郡新上五島町にあるキリスト教（カトリック）の聖堂。五島列島の中通島北部に位置し、2001年（平成13年）に国の重要文化財に指定されている

## 教会の保護者
- 大天使聖ミカエル

## 略史
- 1878年（明治11年） - 江戸時代に外海地方から移住し、潜伏キリシタンからカトリックに復帰した信徒により初代の聖堂建設
- 1900年（明治33年） - 青砂ヶ浦小教区設立
- 1910年（明治43年）10月17日 - 3代目となる赤煉瓦造りの聖堂（現在の建物）が完成
- 1984年（昭和59年） - 大規模な改修が行われる
- 2001年（平成13年）11月14日 - 国の重要文化財に指定[1]

## 建物の概要
- 構造：煉瓦造平屋、瓦葺き
- 様式・意匠：平面は三廊式バシリカ型、内部は木造円柱で身廊と側廊に区切り、天井はリブ・ヴォールト天井とする
- 設計・施工：鉄川与助

青砂ヶ浦天主堂は、長崎県を中心に数多くの教会堂建築を手がけた鉄川与助が建てた3つ目の教会堂であり、煉瓦造りの教会としては2つ目となる。ユネスコの世界遺産（文化遺産）暫定リストへ掲載が決まった「長崎の教会群とキリスト教関連遺産」を構成する教会の一つであったが、構成資産の見直しにより外され、「世界遺産の構成資産と一体的に保存・継承していく資産」とされている。
平面規模は間口11.3メートル、奥行23.4メートル。外壁はイギリス煉瓦積。西側正面は3層に区切り、バラ窓や縦長のアーチを設ける。正面入口左右には柱頭に葉形装飾のある円柱があり、その上部を尖頭アーチとする。内部はアーケード（連続アーチとそれを支える柱列）によって身廊と左右の側廊に分け、身廊、側廊ともに天井は四分割リブ・ヴォールトとする。内部壁面は漆喰塗で、側廊窓にはステンドグラスを設ける。この天主堂は内外ともに意匠が優れ、日本人の手になる初期煉瓦造キリスト教建築の代表的作品の一つである。

## 所在地
〒 857-4402 長崎県南松浦郡新上五島町奈摩郷1241

### アクセス
- 青方港（中通島）から車で約15分
- 有川港（中通島）から車で約20分
- 西肥バス「青砂ヶ浦天主堂前」バス停下車すぐ、「青砂浦別道」バス停下車徒歩約15分